# Axel Herman Byström

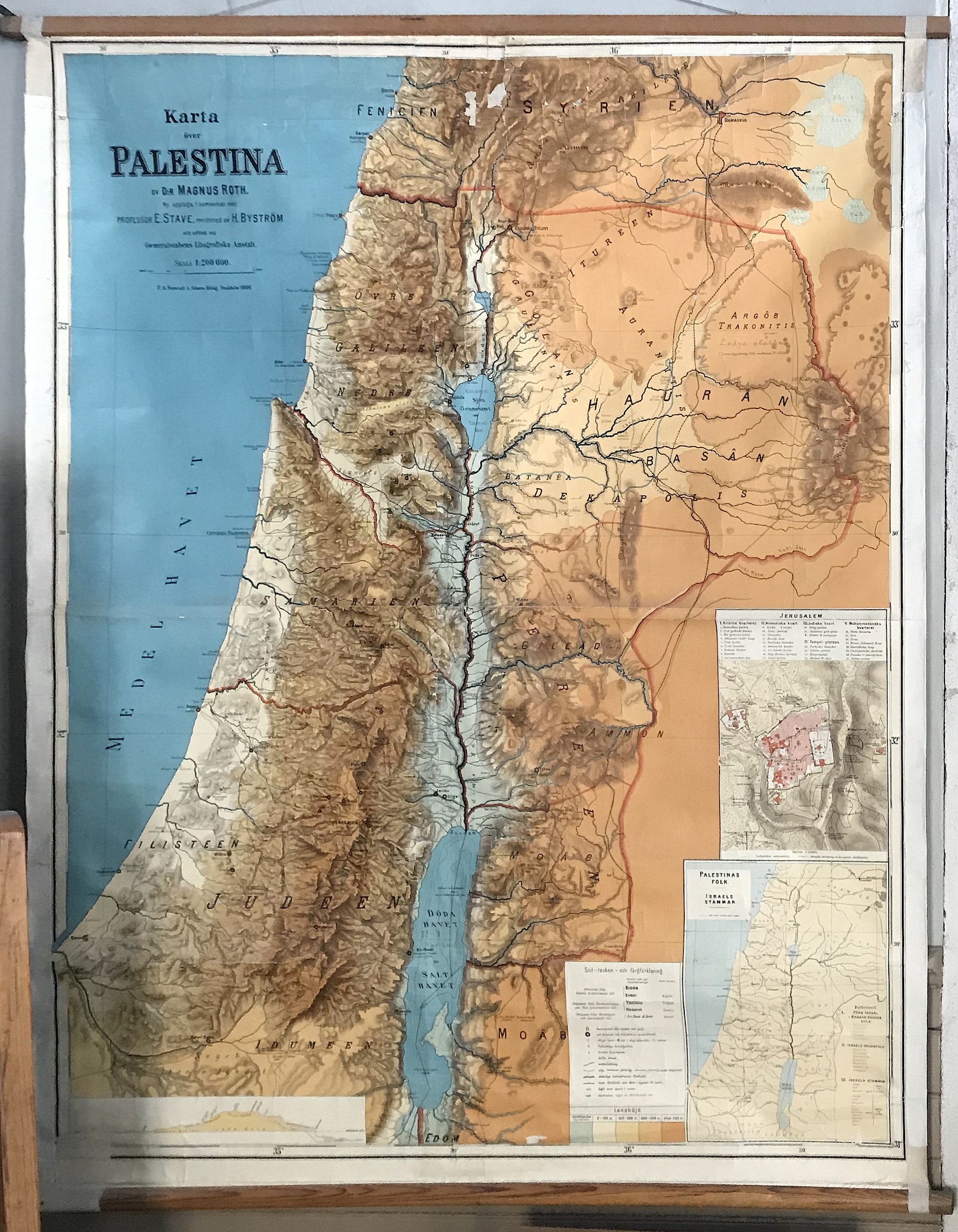
Klassisk svensk skolkarta över Palestina, utarbetad av Magnus Roth i samarbete med Erik Stave och Axel Herman Byström, Skansens skolmuseum

Axel Herman Byström, född 25 maj 1858 i Karlskrona, död 1 september 1933 i Mörby, var en svensk militär och kartograf. Han var son till Johan Thomas Byström.
Byström blev underlöjtnant i Värmlands fältjägarkår 1879, kapten vid Vaxholms grenadjärregemente 1902, major vid Generalstaben 1904, överstelöjtnant där 1908, överste i armén 1914 och i Generalstabens reserv 1916, då han avgick från aktiv tjänst.
Åren 1904-1915 var Byström befälhavare vid Generalstabens topografiska fältarbeten. Från 1904 var han protokollförande (sekreterare) i kommissionen för de allmänna kartarbetena. Byström, som 1884-1903 var kartredaktör vid Generalstabens litografiska anstalt, var Sven Hedins medarbetare vid redigering och utgivning av de kartografiska arbetena från dennes upptäcktsresor 1894-1908 samt utgav själv bland annat åtskilliga skolkartor samt Karta öfver Vermlands län (fyra blad, 1897) och Karta öfver Norrbottens län (fyra blad, 1904). Dessutom fullbordade han redigeringen och ritningen av Nordisk familjeboks karta över Sverige (1919) samt uppgjorde terrängoriginalet till samma kartverk. Han blev ledamot av Krigsvetenskapsakademien 1911.
Han var far till författaren och översättaren Ella Byström (1889-1969).